# 팽성 전투
팽성 대회전(彭城大會戰)은 초한전 기원전 203년 당시 유방과 항우가 초나라 팽성에서 벌인 대규모 회전으로 항우가 유방의 60만 명의 군사를 거의 전멸시키는 괴력을 발휘했다.

## 배경
당시 부하 한신의 지휘로 관중 지방의 3왕을 쓰러뜨린 한왕 유방은 각지의 9제후왕들을 불러 모아 60만에 이르는 군사를 거느리고 초나라를 치기위한 종장이 된다. 한편 항우는 제나라를 공격하다가 성양성에서 뜻밖의 수렁 때문에 고전을 하게 된다.

### 팽성 함락
유방이 군사를 일으킬 무렵 초왕 항우는 자신의 눈에 거슬리던 제나라를 공격하고 그 잔당을 정리하던 중이었다. 유방은 그 사이에 60만 대군을 이끌고 초의 수도 팽성을 기습 공격한다. 팽성을 지키던 장수 팽월은 항복했고 다른 초나라 장수들은 성에서 진귀한 재보와 항씨 족중, 미녀 등을 모두 이끌고 제나라로 도망쳤고 그로 인해 패왕의 팽성은 쉽게 유방에게 함락된다.
제나라를 공격하던 항우는 도망쳐 오던 자신의 부하들에게 격분하고 정공, 정도에서 용저와 항타를 불러 유방을 치기로 마음먹었다.

### 군대 편성
당시 항우는 단지 강동에서 징집한 3만 강동 자제의 군사가 전부였지만 유방은 60만 대군이었다. 항우가 천리길을 달려 조용히 와서, 술에 취해 흥청거리느라 적병의 공격에도 대응을 못하고 있던 군사를 궤멸시켰다.
이외에도 호릉에서는 번쾌가 3만의 군대를, 팽성 외성인 소성에서는 조참, 관영, 위표가 10만 군사를 이끌고 가지키고 있었고 북쪽에 군사 10만을 풀어놓고 동쪽에 약탈하러간 군사가 10만이 크게 넘고 팽성 수비 병력은 10만을 약간 넘어섰다.

## 전투 과정
먼저 항우는 팽성 근처 호릉에서 번쾌 휘하의 군사 3만 명을 전멸시키고 소성의 군사 10만 명도 괴멸시켜 살아남은 군사들은 팽성으로 도망치고 팽성 북쪽 군사들도 성안에 들어갔다.
하지만 이미 유방에게 항복해있던 옛 항우의 부하 사마흔과 동예의 배신으로 팽성은 함락되고 이에 유방은 마지막 승부로 제후군을 모두 불러 결전을 치르나 항우의 괴력 앞에 사마앙이 죽고 위표도 부상을 입는다. 항우는 동쪽의 제후군 10만을 사수가에 도륙해 시체가 많아 강이 흐르지 않을 지경이었다고 한다.
이에 한신은 영벽으로 가서 패잔병 25만을 모아 진지를 구축하지만 항우의 돌진으로 수수가에서 또 다시 10만 명이 죽어 여기서도 강이 흐르지 않을 지경이었다. 또 한신은 살아남은 군사로 뒤에 배수를 등지고 죽기살기로 싸워 살아남아 배를 구해 도망친다. 이것은 뒷날 조나라를 정벌하던 중 배수진이라는 형태로 만들어져 한신은 병가의 명성을 일세에 떨친다.

## 결과
이 전투의 패배로 유방은 일시적인 위기에 몰리게 되어 동맹을 약속한 제왕 전광, 조왕 헐, 서위왕 위표 등도 유방에게 등을 돌리게 되었다. 그러나 이 전투로 너무 큰 자만심을 가지게 된 항우는 훗날 유방에게 엄청난 대패를 당함으로써, 유방은 항우에게 복수할 수 있었다. 결과적으로 한나라를 멸망시킬수 있는 최고의 기회를 가졌으나 살리지 못했다.